# Torre Latitud Los Yoses
 Torre Latitud Los Yoses  es una torre de uso residencial que consta  con  23 pisos, con zona comercial para cinco locales, 15 oficinas y 136 apartamentos concluido en 2016. Se ubica a la entrada del barrio Los Yoses, distrito de Catedral, al este de la ciudad de San José de Costa Rica
Su construcción estuvo a cargo del Grupo Inmobiliario del Parque, con una inversión estiumada de  unos $25 millones. La empresa tiene otros proyectos realizados, como Torres de Paseo Colón, Roble Sabana y Torres de Heredia.
Su estructura, de alrededor de 60 m de altura, se encuentra dentro de los edificios más altos del país.

## Características
- El precio de los apartamentos oscilará entre $98 mil y $357 mil dependiendo del espacio de cada uno.
- El público meta son estudiantes universitarios, profesionales y personas que buscan vivir cerca de su trabajo. La característica principal es que sea su primera vivienda.
- Como áreas de esparcimiento,  posee una piscina, dos lounges, terrazas, gimnasios y espacio para juegos infantiles.
- Hay diferentes tipos de apartamentos, desde 40 metros cuadrados de una habitación hasta penthouses de 320 metros cuadrados.